# Michael Grant Terry
Michael Terry (Filadelfia, 30 de agosto de 1984), a veces llamado Michael Grant Terry, es un actor estadounidense conocido principalmente por su papel como Wendell Bray en la serie Bones de la cadena Fox.

## Filmografía
Películas
| Año  | Película                  | Papel                   | Notas                      |
| ---- | ------------------------- | ----------------------- | -------------------------- |
| 2009 | The Assistants            | Carl Dresden            |                            |
| 2009 | Post Grad                 | Estudiante de Postgrado | (como Michael Grant Terry) |
| 2007 | The Son of Sam's Daughter | Ben                     | (Experimental)             |
| 2007 | Roman Candles             | Dan                     |                            |
| 2007 | Wasting Away              | Tim                     |                            |
| 2014 | The Cookie Mobster        | Agent Wilcott           |                            |

Televisión
| Año       | Serie                          | Papel          | Notas                                |
| --------- | ------------------------------ | -------------- | ------------------------------------ |
| 2012      | Grimm                          | Ryan Smulson   | 3 episodios                          |
| 2012      | Castle                         | Jordan Norris  | 12 episodio temp 4, Dial M for Mayor |
| 2011      | CSI: Crime Scene Investigation | Ryan Thomas    | 1 episodio, Bittersweet              |
| 2010      | Criminal Minds                 | Chris Salters  | 1 episodio, Middle Man               |
| 2010      | The Defenders                  | Jeff Howard    | 1 episodio, Nevada vs Carter         |
| 2009–2017 | Bones                          | Wendell Bray   | recurrente                           |
| 2008      | Eleventh Hour                  | Lenny Reese    | Flesh (s1e9)                         |
| 2008      | Sin rastro                     | Daniel Ellerbe |                                      |
| 2007      | Honesty                        | Boss           |                                      |
| 2005      | South Of Nowhere               | Will           |                                      |
| 2005      | E-Ring                         | American Boy   |                                      |
| 2005      | Cold Case                      | Penn Student   |                                      |
| 2004      | CSI: NY                        | Matt Huxley    |                                      |
| 2004      | Veronica Mars                  | Sully          |                                      |